# South Zeal
South Zeal – wieś w Anglii, w Devon, w dystrykcie West Devon. Leży 26,8 km od miasta Exeter, 42,8 km od miasta Plymouth i 281,6 km od Londynu. W 2015 miejscowość liczyła 903 mieszkańców.